# Adelococcaceae
Adelococcaceae är en familj av svampar. Adelococcaceae ingår i ordningen Verrucariales, klassen Eurotiomycetes, divisionen sporsäcksvampar och riket svampar.
|                | Verrucariaceae                                              |
|                |                                                             |
| Adelococcaceae | \| \| Adelococcus \| \| \| \| \| \| Sagediopsis \| \| \| \| |
|                | \| \| Adelococcus \| \| \| \| \| \| Sagediopsis \| \| \| \| |
|                | Gemmaspora                                                  |
|                |                                                             |
|                | Pocsia                                                      |
|                |                                                             |
|                | Staurothele                                                 |
|                |                                                             |
|                | Plurisperma                                                 |
|                |                                                             |
|                | Adelococcus                                                 |
|                |                                                             |
|                | Sagediopsis                                                 |
|                |                                                             |

|  | Adelococcus |
|  |             |
|  | Sagediopsis |
|  |             |